# 엘리스 마살리스
엘리스 루이 마살리스 2세(Ellis Louis Marsalis Jr., 1934년 11월 14일 ~ 2020년 4월 1일)는 미국의 재즈 피아노 연주자 · 교육자이다.
2020년 4월 1일 코로나19에 의한 폐렴으로 사망하였다.
6명의 아들 중 브랜포드 마살리스·윈튼 마살리스·델피요 마살리스·제이슨 마살리스는 재즈 음악가이다. 2018년도에 버클리 음악 대학에서 명예 박사 학위를 수여받았다.

## 같이 보기
- 2020년 죽음